# Сарикумак
Сарикума́к (каз. Сарықұмақ) — село у складі Кзилкогинського району Атирауської області Казахстану. Входить до складу Мукурського сільського округу.
У радянські часи село називалось Саркумак.
Населення — 56 осіб (2021; 155 у 2009, 179 у 1999, 304 у 1989).